# Louis-Henri Fogasses de la Bastie
Louis-Henri de Fogasses de la Bastie (né en 1714 mort le 4 juin 1754) est un ecclésiastique français qui fut agent général du clergé de France puis abbé.

## Biographie
Louis Henri est né dans la famille noble de Fogasses. Il est le fils de Pierre de Fogasses seigneur de La Bastie dans le comtat Venaissin et d'Anne Thérèse de Brancas. Sa mère est la sœur de Louis de Brancas maréchal de France, Jean-Baptiste de Brancas archevêque d'Aix de l’évêque de Lisieux; Henri-Ignace de Brancas et du doyen de Lisieux.
Docteur en théologie de la faculté de Paris, il est pourvu d’un canonicat dans la cathédrale de Chartres. À la suite de la démission de son oncle, il est nommé doyen de la cathédrale de Lisieux le 22 août 1725. Agent général du clergé en 1740, il est nommé abbé de l'abbaye Notre-Dame de Cormeilles en septembre 1744. En 1748 il refuse une promotion à l’évêché de Lavaur et meurt le 4 juin 1754 âgé de 40 ans.  
Son frère ainé Jean-Joseph de Fogasses d'Entrechaux de La Bastie est évêque de Saint-Malo.